# ムハンマド・ハワドレ・マダー
ムハンマド・ハワドレ・マダー (英語: Muhammad Hawadle Madar, ソマリ語: Maxamed Hawaadlee Madar, アラビア語: محمد حواضلي مذر)はソマリアの元首相。1990年9月3日に首相となるが、1991年1月24日に解任。

## 生涯

### 首相になるまで
ムハンマドは1939年にイギリス領ソマリランドのハルゲイサに生まれた。ソマリ族のイサック氏族のハバル・アワル 支族出身。中等教育を卒業後、ソビエト連邦の大学に進み、工学学士の資格を取る。
1975年に公共事業長官に任命される。1977年5月付の米国CIAの「外国政府の首長と内閣一覧表」に、ムハンマドは公共事業長官として掲載されている。1977年6月23日、ムハンマドは公共事業長官として、中国の北京で外交部長の黄華と会談し、相互友好条約に署名している。
1981年、通信長官に任命される。
1984年、計画長官に任命される。

### ソマリア首相
1990年9月3日、バーレ大統領は首相のモハメド・アリ・サマターを解任し、後任にムハンマドを指名した。バーレ政権に反発しているイサック氏族対策として、イサック出身のムハンマドを使ったとも言われる。
1990年12月にはアメリカの新聞クリスチャン・サイエンス・モニターのインタビューに答えており、「ソマリアでも近々誰でも政党を結成することができるようになる」と語っている。
1990年12月22日には、アメリカの政府関係者とみられる人物がムハンマドと面会しており、その人物から「マダーは防衛にも政治にも無策であり、バーレ政権は末期状態である」とアメリカ政府に報告されている。
1991年1月2日、モガディシュラジオにて「首都モガディシュの街路の戦闘で勝利し、盗賊を押しつぶす」との声明を発表した。
1991年1月24日に首相を解任された。

### 死去
2005年にイギリスのロンドンで死去し、ハルゲイサに埋葬された。